# 대구달서우체국
대구달서우체국(大邱達西郵遞局)은 대한민국 대구광역시 달서구 월성동에 있는 우체국이다.

## 연혁
- 1995년 11월 1일: 대구달서우체국 달서 분국(5급국)으로 개국
- 1996년 2월 22일: 대구달서우체국(4급국) 승격
- 2000년 7월 19일: 대구성서우체국 집배 통합
- 2001년 5월 14일: 대구본통신협우편취급소 위탁계약 해지[2]
- 2003년 1월 1일: 대구성서우체국(6급국) 통합
- 2012년 6월 1일: 화원우체국을 대구화원우체국으로 명칭 변경[3]
- 2012년 9월 3일: 대구경북지방중소기업청출장소 개국[4]
- 2014년 1월 1일: 우편구역을 다음과 같이 고시[5]

| 배달국         | 배달구역                                           | 구역번호                                  |
| -------------- | -------------------------------------------------- | ----------------------------------------- |
| 대구달서우체국 | 달서구 전지역 ※달성군 화원읍 · 다사읍, 하빈면 포함 | 42600 ~ 42841 42900 ~ 42930 42941 ~ 42967 |

- 2014년 7월 7일: 관할 성서계명대학교우체국이 우체국 합리화 대상국으로 지정되어 폐국[6] 후 우편취급국으로 전환
- 2015년 8월 3일: 관할 대구용산동우체국이 우체국 합리화 대상국으로 지정되어 폐국[7]
- 2015년 11월 13일: 관할 대구두류3동우체국이 우체국 합리화 대상국으로 지정되어 폐국[8]
- 2016년 4월 29일: 관할 대구경북중소기업청출장소가 우체국 합리화 대상국으로 지정되어 폐국[9]
- 2018년 1월 13일: 대구와룡우편취급국 폐국[10]
- 2020년 10월 31일 : 대구송현동우편취급국 위탁계약 해지 및 폐국[11]

## 관할 우체국
| 우체국명                 | 사진 | 주소                                                | 비고                                     |
| ------------------------ | ---- | --------------------------------------------------- | ---------------------------------------- |
| 대구감삼동우체국         |      | 대구광역시 달서구 달구벌대로 1578-11(감삼동 140-30) |                                          |
| 대구강창우체국           |      | 대구광역시 달서구 호산로 124(호산동 350-4)          |                                          |
| 대구경북중소기업청출장소 |      | 대구광역시 달서구 성서4차 첨단로 122-11 (월암동)    | 2012년 9월 3일 신설 2016년 4월 29일 폐국 |
| 대구다사우체국           |      | 대구광역시 달성군 다사읍 왕선로 39(매곡리 1544-2)   |                                          |
| 대구도원동우체국         |      | 대구광역시 달서구 도원로 6(도원동 1430-1)           |                                          |
| 대구두류1동우체국        |      | 대구광역시 달서구 성당로 247(두류1.2동 778-39)      |                                          |
| 대구두류3동우체국        |      | 대구광역시 달서구 달구벌대로344길 34                | 2015년 11월 13일 폐국                    |
| 대구명곡우체국           |      | 대구광역시 달성군 화원읍 화암로 76(명곡리 136)      |                                          |
| 대구본리동우체국         |      | 대구광역시 달서구 당산로 36(본리동154-3)            |                                          |
| 대구본통우편취급소       |      | 대구광역시 달서구 본동 1005-1                       | 2001년 5월 14일 폐국                     |
| 대구삼익신협우편취급국   |      | 대구광역시 달서구 달구벌대로 1862(두류1.2동 77-6)   |                                          |
| 대구상인1동우체국        |      | 대구광역시 달서구 상인서로10길 6-4(상인동 1528-1)   |                                          |
| 대구상인3동우편취급국    |      | 대구광역시 달서구 상인로 9(상인3동 1582-4)          |                                          |
| 대구상인동우체국         |      | 대구광역시 달서구 송현로 47(상인동 806)             |                                          |
| 대구성서3동우편취급국    |      | 대구광역시 달서구 성서로72길 97-10(이곡동 1000-164) |                                          |
| 대구성서공단우체국       |      | 대구광역시 달서구 성서공단로 118(월암동 1-117)      |                                          |
| 대구성서우체국           |      | 대구광역시 달서구 성서로 406(이곡동 1252)           |                                          |
| 대구송현동우편취급국     |      | 대구광역시 달서구 월배로 418-1(송현동 207-14)       | 2020년 10월 31일 폐국                    |
| 대구신당동우체국         |      | 대구광역시 달서구 선원로 58(신당동 1749)            |                                          |
| 대구신용산우체국         |      | 대구광역시 달서구 용산로 214(용산동 934-4)          |                                          |
| 대구와룡우편취급국       |      | 대구광역시 달서구 달구벌대로 1429-5(장기동 361-1)   | 2018년 1월 13일 폐국                     |
| 대구용산동우체국         |      | 대구광역시 달서구 성지로22길 25                     | 2015년 8월 3일 폐국                      |
| 대구월배우체국           |      | 대구광역시 달서구 상원로 97(진천동 44-1)            |                                          |
| 대구장기동우체국         |      | 대구광역시 달서구 장기로 273(장기동 817-3)          |                                          |
| 대구지법서부지원출장소   |      | 대구광역시 달서구 장산남로 30(용산동 230)           |                                          |
| 대구진천동우체국         |      | 대구광역시 달서구 월배로 32(진천동 785-9)           | 2023년 8월 21일 폐국                     |
| 대구하빈우체국           |      | 대구광역시 달성군 하빈면 하빈로90길 1(현내리 486-2) |                                          |
| 대구화원우체국           |      | 대구광역시 달성군 화원읍 비슬로 2589(천내리 40-6)   | 2012년 6월 1일 화원우체국에서 명칭 변경  |
| 성서계명대학교우체국     |      | 대구광역시 달서구 달구벌대로 1095                   | 2014년 7월 7일 폐국                      |
| 성서계명대학교우편취급국 |      | 대구광역시 달서구 달구벌대로 1095(신당동 1000)      |                                          |